# Шмёльн-Пуцкау
Шмёльн-Пуцкау (нем. Schmölln-Putzkau; в.-луж. Smělna-Póckowy) — коммуна в Германии, в земле Саксония. Подчиняется административному округу Дрезден. Входит в состав района Баутцен.  Население составляет 3204 человека (на 31 декабря 2010 года). Занимает площадь 32,94 км².
Коммуна подразделяется на 4 сельских округа:

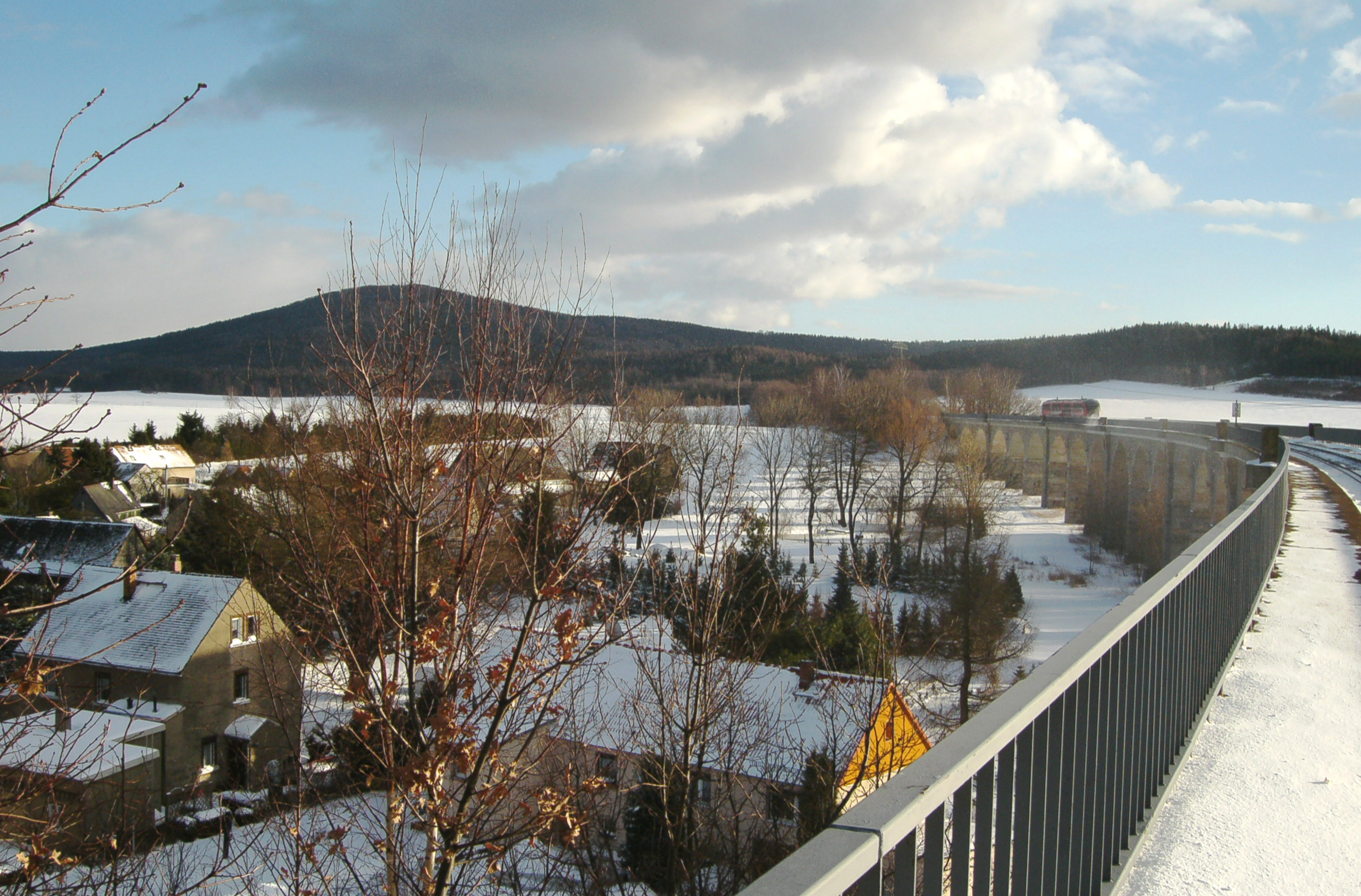
Шмёльн-Пуцкау

- Новый Шмёлн (около 110 чел.)
- Пуцкау (около 1850 чел.)
- Шмёлн (около 1150 чел.)
- Трёбигау (около 320 чел.)